# Liste der Stadtteile von Weimar
Diese Liste enthält alle Stadtteile von Weimar, einer  kreisfreien Stadt in Thüringen. 
Mit einer Änderungssatzung beschloss der Stadtrat im November 2013 die in dieser Liste aufgeführte Gliederung der Stadt und die Status der Stadtteile. Unterschieden wird zwischen der Kernstadt Weimar mit fünf Stadtteilen und 14 von ihr räumlich getrennten Ortsteilen, das sind Stadtteile mit den jeweils eigenen Organen Ortsteilbürgermeisterin und Ortsteilrat. Bis auf die Ettersbergsiedlung haben alle Ortsteil genannten Stadtteile eine Ortsteilverfassung gemäß § 45 der Thüringer Kommunalordnung.

## Stadtteile
| Name                       | Status             | ggf. Eingemeindung | Fläche(km²) |
| -------------------------- | ------------------ | ------------------ | ----------- |
| Ettersbergsiedlung         | Ortsteil           | 1937               | 9,137       |
| Gaberndorf                 | Ortsteil           | 1994               | 5,045       |
| Gelmeroda                  | Ortsteil           | 1994               | 2,108       |
| Innenstadt                 | Teil der Kernstadt |                    | 4,622       |
| Legefeld/Holzdorf          | Ortsteil           | 1994               | 5,503       |
| Niedergrunstedt            | Ortsteil           | 1994               | 3,678       |
| Nördliche Innenstadt       | Teil der Kernstadt |                    | 2,103       |
| Nordstadt                  | Teil der Kernstadt |                    | 6,497       |
| Oberweimar/Ehringsdorf     | Ortsteil           | 1922               | 11,321      |
| Possendorf                 | Ortsteil           | 1994               | 4,662       |
| Schöndorf                  | Ortsteil           | 1939               | 4,834       |
| Südstadt                   | Teil der Kernstadt |                    | 2,887       |
| Südweststadt               | Teil der Kernstadt |                    | 5,842       |
| Süßenborn                  | Ortsteil           | 1994               | 2,709       |
| Taubach                    | Ortsteil           | 1994               | 5,206       |
| Tiefurt/Dürrenbacher Hütte | Ortsteil           | 1922               | 2,309       |
| Tröbsdorfschobe            | Ortsteil           | 1994               | 2,970       |
| Weimar Nord                | Ortsteil           |                    | 1,932       |
| Weimar West                | Ortsteil           |                    | 1,062       |

13 der 14 Ortsteile führen den Zusatz Stadt Weimar im Namen, beispielsweise Legefeld/Holzdorf - Stadt Weimar, Taubach - Stadt Weimar oder Weimar West - Stadt Weimar. Einzig der Ortsteil Ettersbergsiedlung führt diesen Zusatz nicht.

## Stadtgliederung vor 2013

### Stadtteile in der Kernstadt vor 2013
| Stadtteil               | Einwohner 2007 | Einwohner 2009 |
| ----------------------- | -------------- | -------------- |
| Altstadt                | 3.756          | 3.755          |
| Industriegebiet Nord    | 1.154          | 1.252          |
| Industriegebiet West    | 167            | 162            |
| Nordstadt (Weimar-Nord) | 5.474          | 5.359          |
| Nordvorstadt            | 8.827          | 9.333          |
| Parkvorstadt            | 3.176          | 3.059          |
| Schönblick              | 3.792          | 3.944          |
| Südstadt                | 3.611          | 3.586          |
| Weststadt (Weimar-West) | 5.534          | 5.536          |
| Westvorstadt            | 9.783          | 9.877          |

Damit hatte die Kernstadt Weimar ohne Ortsteile eine Fläche von 35,83 km² mit 45.274 Einwohnern im Jahr 2007 und 45.863 Einwohnern im Jahr 2009.

### Ortsteile außerhalb der Kernstadt vor 2013

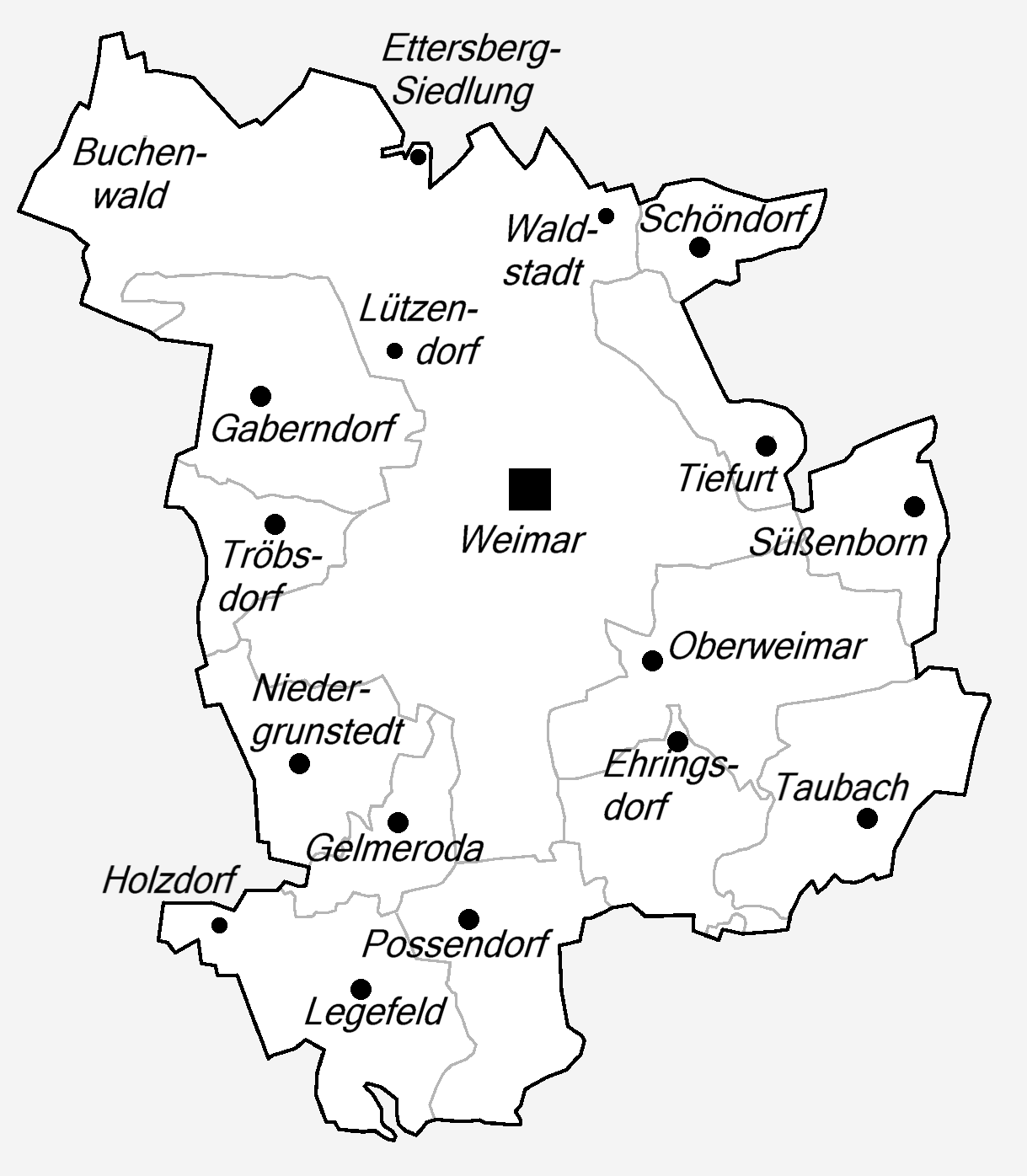
Die Weimarer Ortsteile

| Ortsteil                | Eingemeindung | Fläche (km²) | Einwohner 2007 | Einwohner 2009 |
| ----------------------- | ------------- | ------------ | -------------- | -------------- |
| Gaberndorf              | 1994          | 6,13         | 1.547          | 1.529          |
| Gelmeroda               | 1994          | 2,25         | 418            | 406            |
| Legefeld (mit Holzdorf) | 1994          | 5,54         | 1.878          | 1.856          |
| Niedergrunstedt         | 1994          | 3,89         | 569            | 549            |
| Oberweimar/Ehringsdorf  | 1922          | 11,17        | 5.973          | 5.910          |
| Possendorf              | 1994          | 4,66         | 199            | 208            |
| Schöndorf               | 1939          | 1,82         | 4.655          | 4.543          |
| Süßenborn               | 1994          | 2,71         | 273            | 266            |
| Taubach                 | 1994          | 5,28         | 1.142          | 1.112          |
| Tiefurt                 | 1922          | 2,64         | 602            | 596            |
| Tröbsdorf               | 1994          | 2,55         | 1.205          | 1.165          |

## Sonstiges
Außerdem gehört der Ettersberg zur Stadt Weimar. Dort befinden sich die Gedenkstätte Buchenwald und die Ettersberg-Siedlung. Auch die zu Schöndorf zählende, teilweise in Plattenbauweise errichtete Waldstadt liegt am Ettersberg im Norden Weimars. An die Wüstung Lützendorf erinnert heute noch eine gleichnamige Straße im Norden Weimars.